# Funció poligamma
|  | No s'ha de confondre amb Funció gamma múltiple. |

En matemàtiques, la funció poligamma d'ordre m, denotada {\displaystyle \psi _{m}(z)} o {\displaystyle \psi ^{(m)}(z)}, és una funció meromorfa sobre els nombres complexos ℂ definida com la (m + 1)-èsima derivada logarítmica de la funció gamma:
{\displaystyle \psi ^{(m)}(z):={\frac {d^{m}}{dz^{m}}}\psi (z)={\frac {d^{m+1}}{dz^{m+1}}}\ln \Gamma (z)=\left({\frac {\mathrm {d} }{\mathrm {d} z}}\right)^{m+1}\ln \Gamma (z)\qquad }
Així,
- {\displaystyle \psi _{0}(z)={\frac {\Gamma '(z)}{\Gamma (z)}}\,} és la funció digamma {\displaystyle \psi (z)}, i {\displaystyle \Gamma (z)} és la funció gamma. Són holomorfes en ℂ \ −ℕ0. En tots els enters no-positius, aquestes funcions poligamma tenen un pol d'ordre m + 1.
- {\displaystyle \psi _{1}(z)=\psi '(z)\,}. De vegades {\displaystyle \psi _{1}} (o {\displaystyle \psi ^{(1)}}) s'anomena funció trigamma.

## Definició per una integral
Quan m > 0 i Re z > 0, la funció poligamma és igual a
{\displaystyle {\begin{aligned}\psi ^{(m)}(z)&=(-1)^{m+1}\int _{0}^{\infty }{\frac {t^{m}e^{-zt}}{1-e^{-t}}}\,dt\\&=-\int _{0}^{1}{\frac {t^{z-1}}{1-t}}(\ln t)^{m}\,dt.\end{aligned}}}
Això expressa la funció poligamma com la transformada de Laplace {\displaystyle (-1)^{m+1}t^{m}/(1-e^{-t})}. Es deriva del teorema de Bernstein sobre les funcions monòtones que, per a m > 0 i x real i no-negatiu, {\displaystyle (-1)^{m+1}\psi ^{(m)}(x)} és una funció completament monòtona.
Fent m = 0 a la fórmula anterior no dona una representació integral de la funció digamma. La funció digamma té una representació integral, a causa de Gauss, que és similar al m = 0 del cas anterior, però amb el terme addicional {\displaystyle e^{-t}/t}.

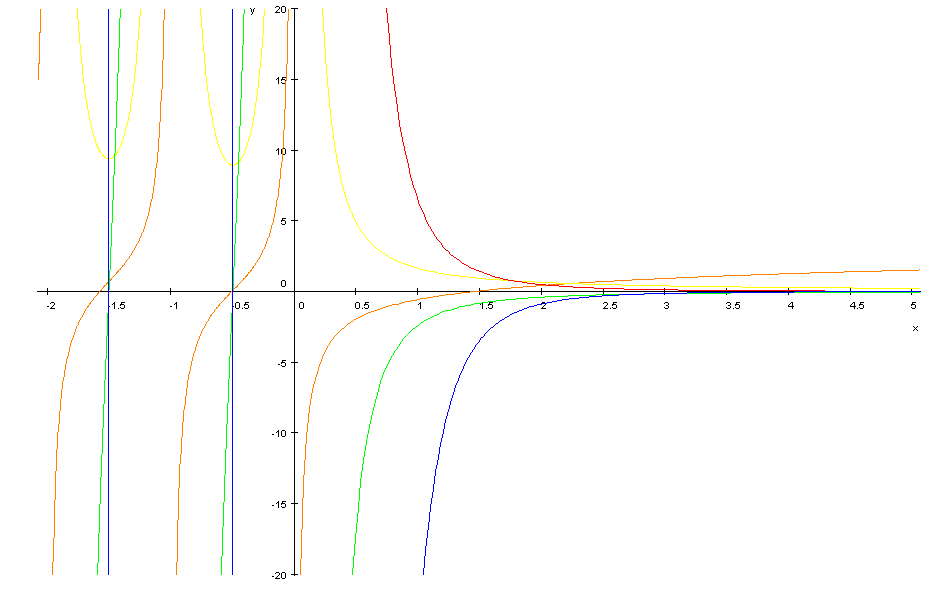
Gràfica la funció del poligamma al llarg de l'eix real amb m = 0 (taronja), m = 1 (groc), m = 2 (verd), m = 3 (vermell) i m = 4 (blau)

## Representació en el pla complex
La representació del logaritme de la funció gamma i dels primers ordres de la funció poligamma en el pla complex és:

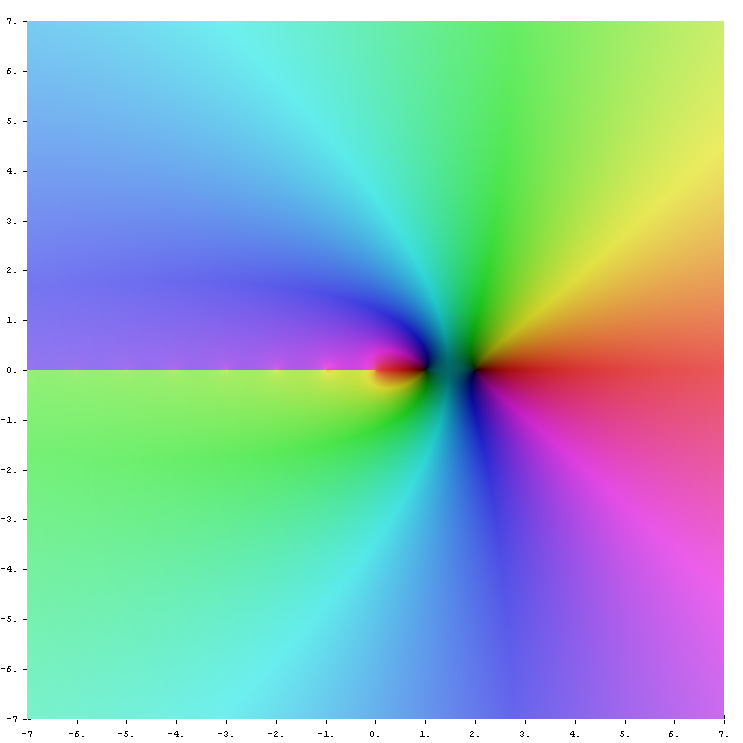
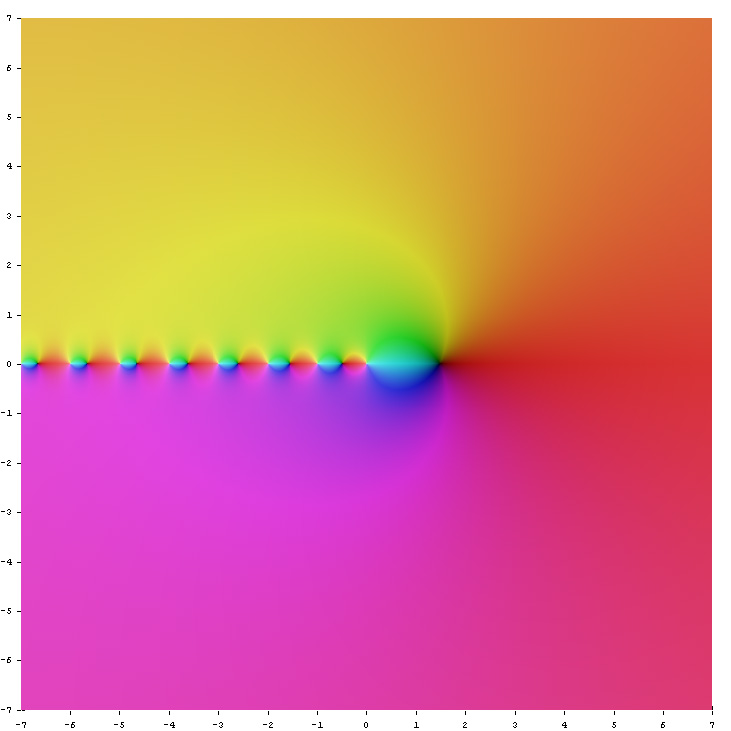
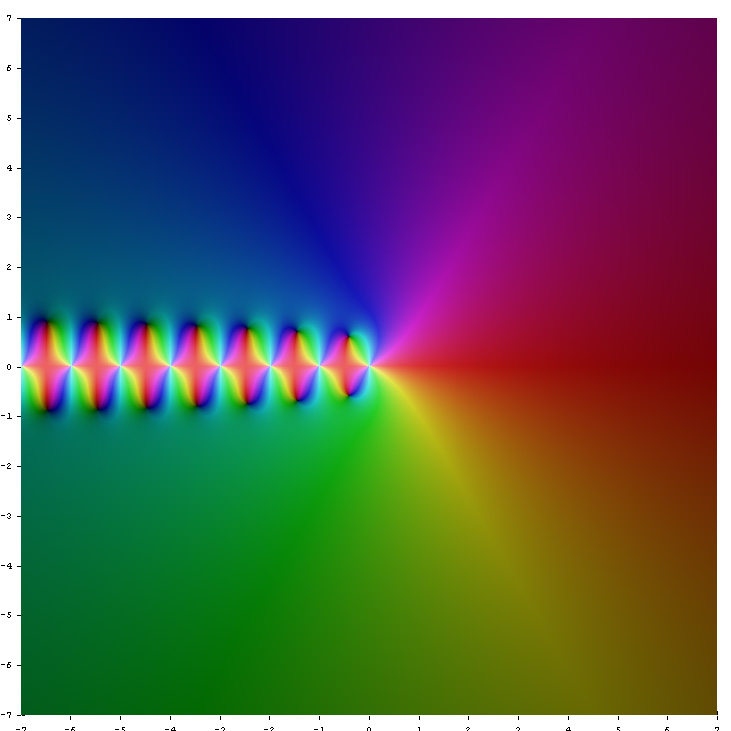
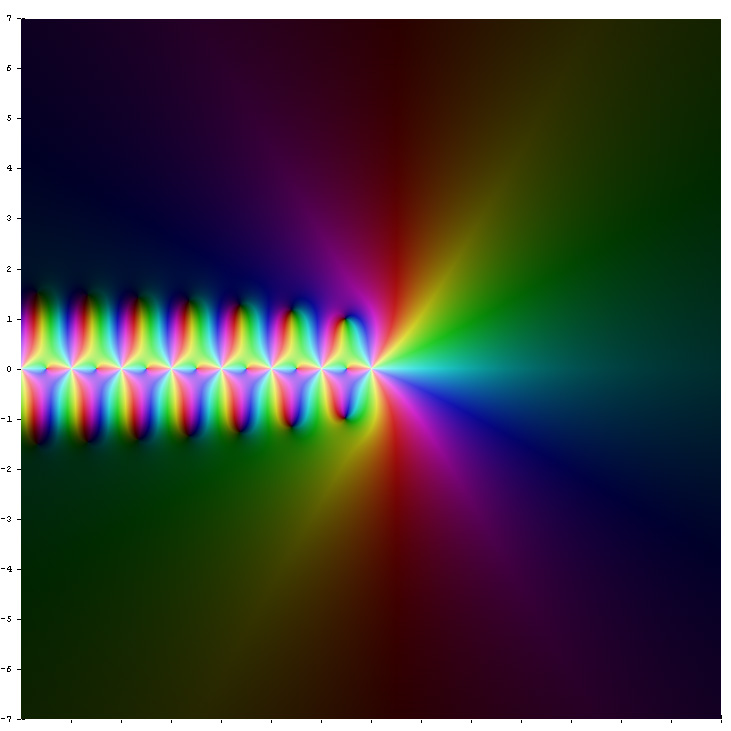
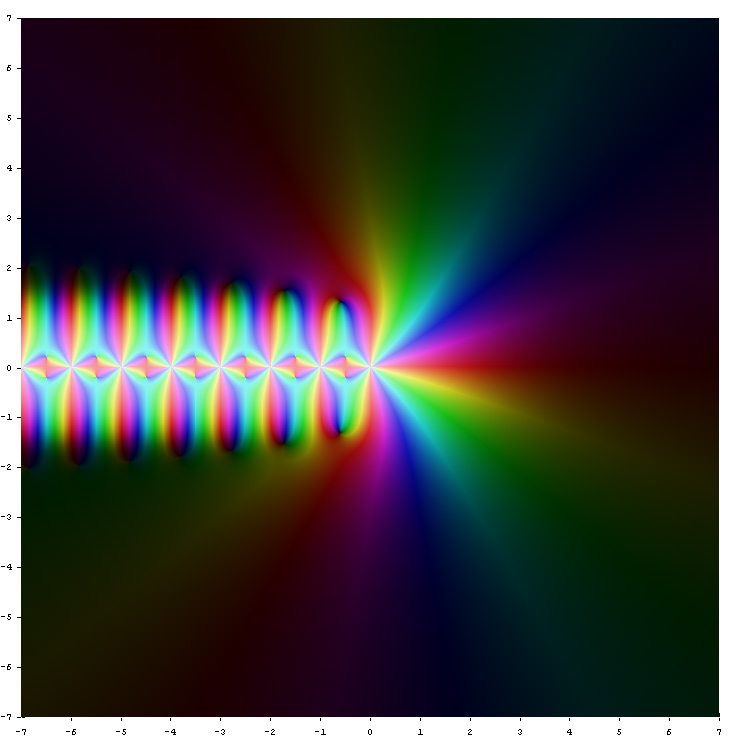
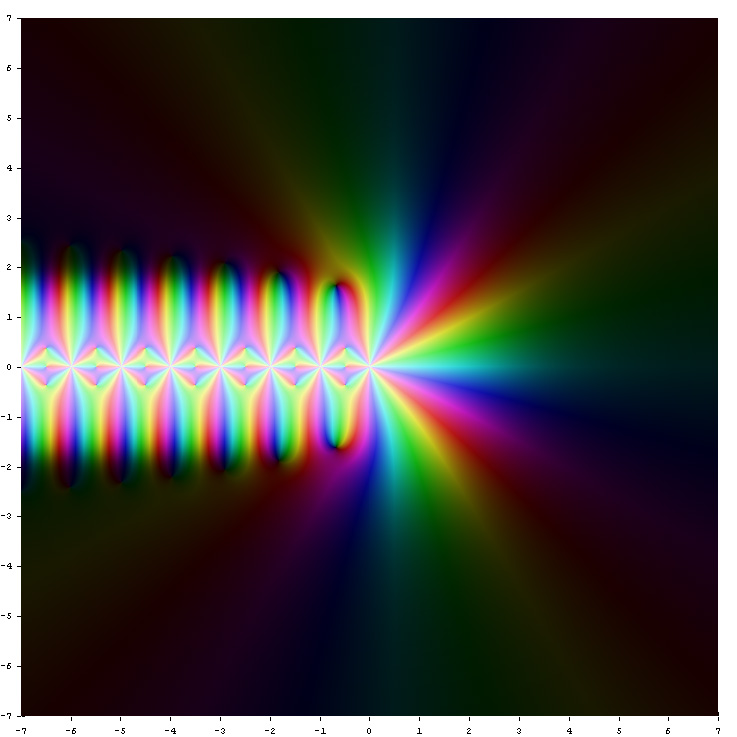

- {\displaystyle \ln \Gamma (z)}
- {\displaystyle \psi _{0}(z)}
- {\displaystyle \psi _{1}(z)}
- {\displaystyle \psi _{2}(z)}
- {\displaystyle \psi _{3}(z)}
- {\displaystyle \psi _{4}(z)}

## Relació de recurrència
Satisfa la relació de recurrència
{\displaystyle \psi ^{(m)}(z+1)=\psi ^{(m)}(z)+{\frac {(-1)^{m}\,m!}{z^{m+1}}}}
cosa que (considerada per un argument sencer positiu) condueix a la presentació de la suma de reciprocs de les potències dels nombres naturals:
{\displaystyle {\frac {\psi ^{(m)}(n)}{(-1)^{m+1}\,m!}}=\zeta (1+m)-\sum _{k=1}^{n-1}{\frac {1}{k^{m+1}}}=\sum _{k=n}^{\infty }{\frac {1}{k^{m+1}}}\qquad m\geq 1}
i
{\displaystyle \psi ^{(0)}(n)=-\gamma \ +\sum _{k=1}^{n-1}{\frac {1}{k}}}
per a tot n ∈ ℕ.
Igual que la funció log-gamma, les funcions poligamma es poden generalitzar des del domini ℕ exclusivament a nombres reals positius només per la seva relació de recurrència i per un valor de funció donat ψ(m)(1), excepte en el cas m = 0 on la condició addicional d'estricta monotonia en ℝ+ encara es necessària. Aquesta és una conseqüència trivial del teorema de Bohr-Mollerup per a la funció gamma en què també s'exigeix la convexitat estrictament logarítmica ℝ+. El cas m = 0 s'ha de tractar d'una altra manera perquè ψ(0) no és normalitzable a l'infinit (la suma dels recíprocs no convergeix).

## Relació de reflexió
{\displaystyle (-1)^{m}\psi ^{(m)}(1-z)-\psi ^{(m)}(z)=\pi {\frac {d^{m}}{dz^{m}}}\cot {(\pi z)}=\pi ^{m+1}{\frac {P_{m}(\cos(\pi z))}{\sin ^{m+1}(\pi z)}}}
on Pm és alternativament un polinomi de senar o parell de grau {\displaystyle \left\vert m-1\right\vert } amb coeficients enters i coeficient principal (−1)m⌈2m − 1⌉. Aquest obeeix l'equació de la recursió
{\displaystyle {\begin{aligned}P_{0}(x)&=x\\P_{m+1}(x)&=-\left((m+1)xP_{m}(x)+\left(1-x^{2}\right)P'_{m}(x)\right).\end{aligned}}}

## Teorema de multiplicació
El teorema de multiplicació dona
{\displaystyle k^{m+1}\psi ^{(m)}(kz)=\sum _{n=0}^{k-1}\psi ^{(m)}\left(z+{\frac {n}{k}}\right)\qquad m\geq 1}
i
{\displaystyle k\psi ^{(0)}(kz)=k\log(k)+\sum _{n=0}^{k-1}\psi ^{(0)}\left(z+{\frac {n}{k}}\right)}
per a la funció digamma.

## Representació en sèries
La funció poligamma té la representació en sèries
{\displaystyle \psi ^{(m)}(z)=(-1)^{m+1}\,m!\sum _{k=0}^{\infty }{\frac {1}{(z+k)^{m+1}}}}
que es mantè m > 0, i qualsevol z complex no és igual a un nombre enter negatiu. Aquesta representació es pot escriure de manera més compacta en termes de la funció zeta de Hurwitz
{\displaystyle \psi ^{(m)}(z)=(-1)^{m+1}\,m!\,\zeta (m+1,z).}
Alternativament, es pot entendre que la zeta de Hurwitz generalitza la funció poligamma a un ordre arbitrari, no-enter.
Es pot permetre una sèrie més per a les funcions poligamma. Tal com va donar Oskar Schlömilch,
{\displaystyle {\frac {1}{\Gamma (z)}}=ze^{\gamma z}\prod _{n=1}^{\infty }\left(1+{\frac {z}{n}}\right)e^{-{\frac {z}{n}}}.}
Aquest és el resultat del teorema de factorització de Weierstrass. Per tant, la funció gamma ara es pot definir com:
{\displaystyle \Gamma (z)={\frac {e^{-\gamma z}}{z}}\prod _{n=1}^{\infty }\left(1+{\frac {z}{n}}\right)^{-1}e^{\frac {z}{n}}.}
Ara, el logaritme natural de la funció gamma és fàcilment representable:
{\displaystyle \ln \Gamma (z)=-\gamma z-\ln(z)+\sum _{n=1}^{\infty }\left({\frac {z}{n}}-\ln \left(1+{\frac {z}{n}}\right)\right).}
Finalment, arribem a una representació amb sumatoris per a la funció poligamma:
{\displaystyle \psi ^{(n)}(z)={\frac {d^{n+1}}{dz^{n+1}}}\ln \Gamma (z)=-\gamma \delta _{n0}-{\frac {(-1)^{n}n!}{z^{n+1}}}+\sum _{k=1}^{\infty }\left({\frac {1}{k}}\delta _{n0}-{\frac {(-1)^{n}n!}{(k+z)^{n+1}}}\right)}
On δn0 és la delta de Kronecker.
També el transcendent de Lerch
{\displaystyle \Phi (-1,m+1,z)=\sum _{k=0}^{\infty }{\frac {(-1)^{k}}{(z+k)^{m+1}}}}
es pot denotar en termes de funció poligamma
{\displaystyle \Phi (-1,m+1,z)={\frac {1}{(-2)^{m+1}m!}}\left(\psi ^{(m)}\left({\frac {z}{2}}\right)-\psi ^{(m)}\left({\frac {z+1}{2}}\right)\right)}

## Sèries de Taylor
La sèrie de Taylor a z = 1 és
{\displaystyle \psi ^{(m)}(z+1)=\sum _{k=0}^{\infty }(-1)^{m+k+1}{\frac {(m+k)!}{k!}}\zeta (m+k+1)z^{k}\qquad m\geq 1}
i
{\displaystyle \psi ^{(0)}(z+1)=-\gamma +\sum _{k=1}^{\infty }(-1)^{k+1}\zeta (k+1)z^{k}}
que convergeix per a {\displaystyle \left\vert z\right\vert <1}. Aquí, ζ és la funció zeta de Riemann. Aquesta sèrie es deriva fàcilment de la corresponent sèrie de Taylor per a la funció zeta de Hurwitz. Aquesta sèrie es pot utilitzar per obtenir un nombre de les sèries racionals zeta.

## Sèrie asimptòtica
Aquestes sèries no convergents es poden utilitzar per obtenir ràpidament un valor aproximat amb una certa precisió numèrica per a arguments grans:
{\displaystyle \psi ^{(m)}(z)\sim (-1)^{m+1}\sum _{k=0}^{\infty }{\frac {(k+m-1)!}{k!}}{\frac {B_{k}}{z^{k+m}}}\qquad m\geq 1}
i
{\displaystyle \psi ^{(0)}(z)\sim \ln(z)-\sum _{k=1}^{\infty }{\frac {B_{k}}{kz^{k}}}}
on hem triat B1 = 12, és a dir, els nombres de Bernoulli del segon tipus.

## Desigualtats
La cotangent hiperbòlica satisfà la desigualtat
{\displaystyle {\frac {t}{2}}\operatorname {coth} {\frac {t}{2}}\geq 1,}
i això implica que la funció
{\displaystyle {\frac {t^{m}}{1-e^{-t}}}-\left(t^{m-1}+{\frac {t^{m}}{2}}\right)}
sigui no-negativa per a tot {\displaystyle m\geq 1} i {\displaystyle t\geq 0}. Es dedueix que la transformació de Laplace d'aquesta funció és completament monòtona. Mitjançant la representació integral anterior, arribem a la conclusió que
{\displaystyle (-1)^{m+1}\psi ^{(m)}(x)-\left({\frac {(m-1)!}{x^{m}}}+{\frac {m!}{2x^{m+1}}}\right)}
és completament monòtona. La desigualtat de convexitat {\displaystyle e^{t}\geq 1+t} implica que
{\displaystyle \left(t^{m-1}+t^{m}\right)-{\frac {t^{m}}{1-e^{-t}}}}
és no-negativa per a tot {\displaystyle m\geq 1} i {\displaystyle t\geq 0}, de manera que un argument similar de transformació de Laplace produeix la completa monotonia de
{\displaystyle \left({\frac {(m-1)!}{x^{m}}}+{\frac {m!}{x^{m+1}}}\right)-(-1)^{m+1}\psi ^{(m)}(x).}
Per tant, per a tot m ≥ 1 i x > 0,
{\displaystyle {\frac {(m-1)!}{x^{m}}}+{\frac {m!}{2x^{m+1}}}\leq (-1)^{m+1}\psi ^{(m)}(x)\leq {\frac {(m-1)!}{x^{m}}}+{\frac {m!}{x^{m+1}}}.}

## Alguns valors particulars
S'ha demostrat que:
{\displaystyle {\frac {d}{dz}}\ln {\Gamma {(z)}}={\frac {\Gamma '{(z)}}{\Gamma {(z)}}}=\psi _{0}(z)=-\gamma -{\frac {1}{z}}-\sum _{k=1}^{\infty }\left({\frac {1}{z+k}}-{\frac {1}{k}}\right)}
on {\displaystyle \gamma } és la constant d'Euler-Mascheroni. Aquesta sèrie, per a {\displaystyle z=m} enters positius, es redueix a una suma finita:
{\displaystyle {\frac {\Gamma '{(m)}}{\Gamma {(m)}}}=\psi _{0}(m)=-\gamma +1+{\frac {1}{2}}+\dots +{\frac {1}{m-1}}}
Derivant membre a membre respecte a {\displaystyle z} obtenim
{\displaystyle {\frac {d}{dz}}{\frac {\Gamma '{(z)}}{\Gamma {(z)}}}=\psi _{1}(z)=\sum _{k=0}^{\infty }{\frac {1}{(z+k)^{2}}}}
que per a {\displaystyle z=0} divergeix, mentre per {\displaystyle z=1} es converteix en una sèrie harmònica generalitzada d'ordre 2
{\displaystyle \left[{\frac {d}{dz}}{\frac {\Gamma '{(z)}}{\Gamma {(z)}}}\right]_{z=1}=\psi _{1}(1)=\sum _{k=0}^{\infty }{\frac {1}{(1+k)^{2}}}=\sum _{k=1}^{\infty }{\frac {1}{k^{2}}}=\zeta (2)={\frac {\pi ^{2}}{6}}}